# Erika Estis
Erika Estis (geborene Freundlich, geb. am 14. November 1922 in Hamburg; gest. am 14. Januar 2023 in Hastings-on-Hudson) war eine Überlebende des Holocaust. Die deutsche Jüdin wurde 1938 mit einem Kindertransport nach England geschickt und überlebte dort die NS-Zeit, während ihre Eltern 1942 im Konzentrationslager Auschwitz ermordet wurden.

## Leben
Erika Estis wurde als Tochter von Irma und Paul Freundlich am 14. Januar 1922 in Hamburg geboren. Ihre Mutter Irma stammte aus der Wandsbeker Familie Beith, die einen langjährigen Vorsteher der dortigen jüdischen Gemeinde stellte.
Die Familie Freundlich besaß eine Apotheke in der Fruchtallee im Hamburger Stadtteil Eimsbüttel, doch wegen seiner jüdischen Herkunft drangsalierten ihn die Nazi-Nachbarn und bezeichneten ihn als „Giftmischer“. Die nationalsozialistischen Attacken waren so hartnäckig, dass Paul Freundlich die Hansa-Apotheke schließlich aufgeben musste.
Erika besuchte ab 1929 die Israelitische Töchterschule in der Hamburger Karolinenstraße, während ihre drei Halbschwestern aus der geschiedenen Ehe ihres Vaters im Ausland studierten. Am 1. April 1939 wurde die Schule mit der Talmud-Tora-Schule zusammengelegt. Von einer Lehrerin der Schule, Bertha Loewy, bekam Erika den Rat, mit einem Kindertransport zu fliehen.

Nachdem sie die Übergriffe gegen jüdische Menschen und Einrichtungen in der Reichspogromnacht am 9. November 1938 miterleben mussten, entschieden sich ihre Eltern, ihre jüngste Tochter außer Landes zu bringen und schickten sie mit einem Kindertransport nach England. Am 14. Dezember 1938 verabschiedete sich die Familie auf dem Altonaer Bahnhof endgültig voneinander, Erika war 16 Jahre alt. Später erinnerte sie sich:  
„Es war entsetzlich auf diesem Bahnhof, aber ich habe es nicht gemerkt. Mein Vater trug diesen blauen Mantel und wahrscheinlich auch einen Hut. Und er hat geweint, so viel geweint, und ich konnte es nicht ertragen… Ich habe niemals meine Mutter angeblickt, ich wollte sie nicht ansehen, vielleicht wird sie weinen, dann würde ich auch weinen. Ich war sehr gut, ich habe sie nicht angeguckt, ich habe nicht geweint, mein Vater hat geweint, und dann sind wir auf die Bahn gekommen; er hat mich gesegnet … Das war das letzte Mal, dass ich meine Eltern gesehen habe.“ 

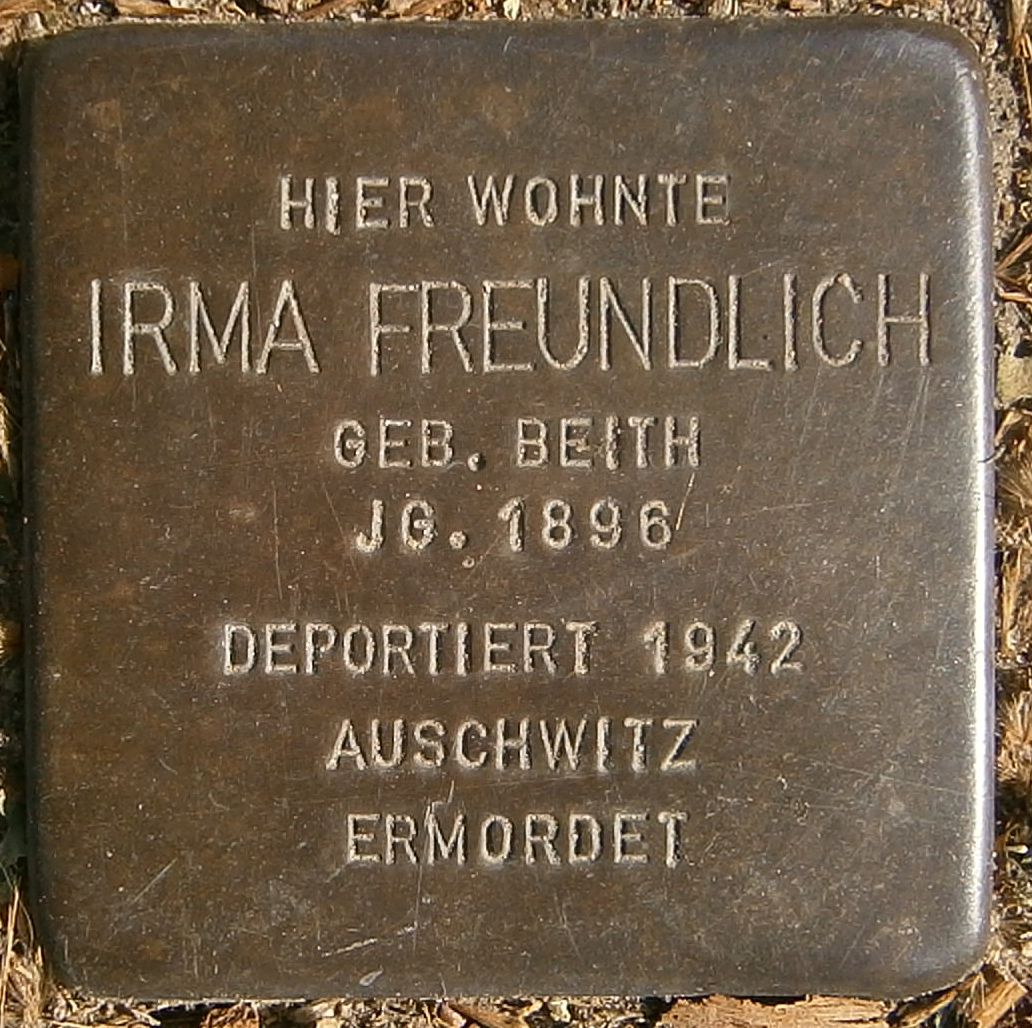
Stolperstein für Erikas Mutter, Irma Freundlich

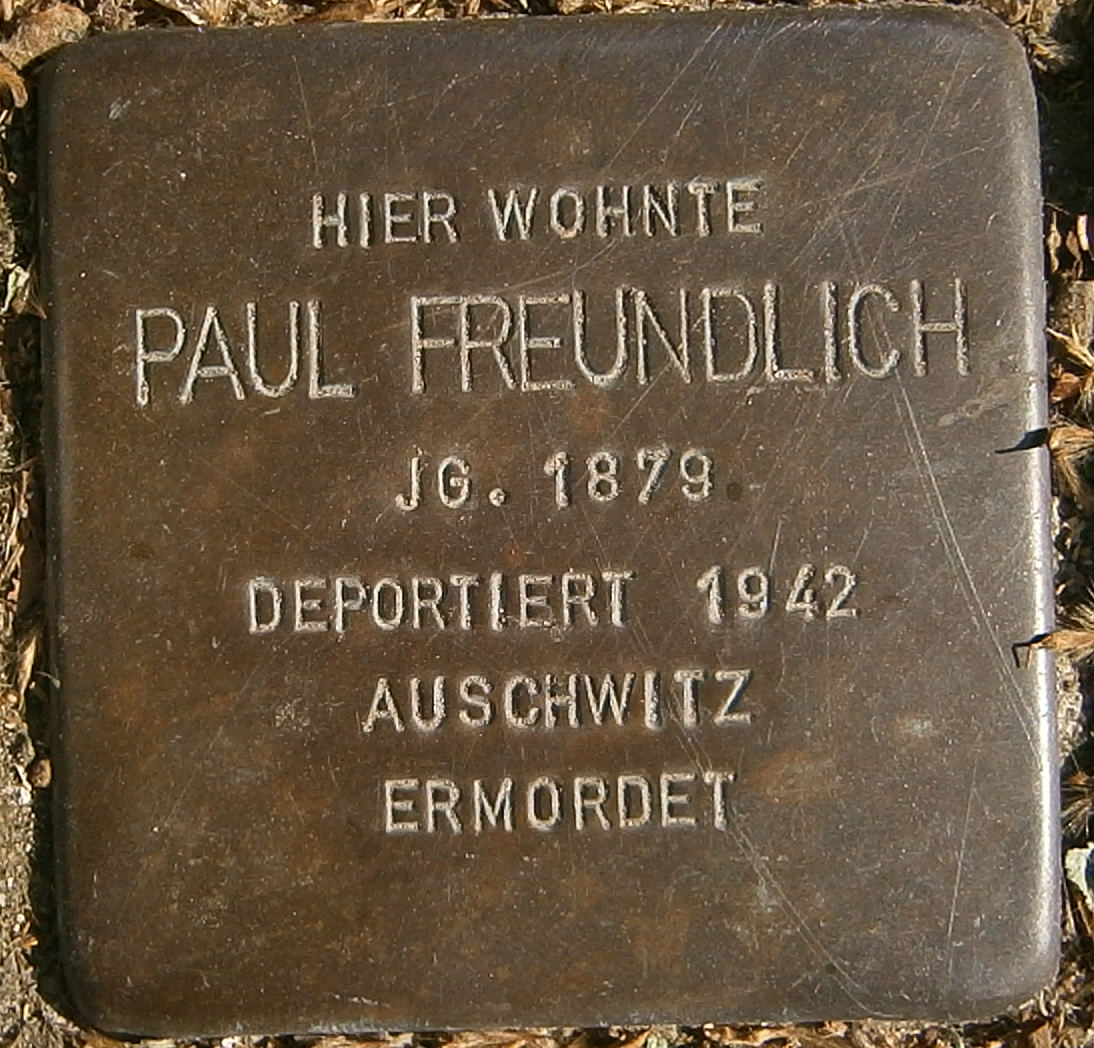
Stolperstein für Erikas Vater, Paul Freundlich

Ihre Eltern konnten nicht mehr auswandern. Paul und Irma Freundlich erhielten einen Deportationsbefehl und mussten sich in einer Sammelstelle einfinden. Am 11. Juli 1942 bestiegen sie einen Deportationszug in Hamburg, dessen Ziel oftmals mit Auschwitz angegeben wird. Andere Historiker halten das Ghetto Warschau für wahrscheinlich.
Bis Kriegsausbruch 1939 stand Erika mit ihren Eltern noch in brieflichem Kontakt, der abbrach, als die USA 1941 in den Krieg eintraten. Von der Deportation ihrer Eltern nach Auschwitz wusste Erika nichts. Sie glaubte und hoffte, sie werde sie nach dem Krieg wiedersehen, wogegen ihre älteren Schwestern über die Vorgänge in Hamburg informiert waren.
Erst 1945 erfuhr Erika von der Ermordung ihrer Eltern. 1946 verließ sie England und wanderte in die Vereinigten Staaten aus, wo auch ihre drei Schwestern inzwischen lebten. In New York lernte sie ihren Mann kennen, Samuel Estis, mit dem sie drei Kinder bekam.
Erika Estis besuchte ihren Geburtsort Hamburg mehrfach und verfolgte die Untersuchungen über der Verfolgung von Jüdinnen und Juden in Hamburg und ihren Deportationen aus Hamburg und Norddeutschland. 2017 nahm sie an der Einweihung des Deportations-Gedenkortes denk.mal Hannoverscher Bahnhof teil. Drei Jahre später, im Jahr 2020, erhielt sie die deutsche Staatsbürgerschaft zurück; bei einer Zeremonie im Haus ihrer Tochter überreichte der deutsche Konsul ihr die Urkunde.
Danach reiste sie noch einmal nach Berlin, um in einem Workshop des Jüdischen Museums mit Jugendlichen zu sprechen. Für die 2009 gezeigte Ausstellung In den Tod geschickt. Die Deportationen von Juden, Roma und Sinti 1940 bis 1945 stellte sie Fotos und Dokumente zur Verfügung.
Erika Estis wurde 101 Jahre alt. Sie hinterlässt drei Kinder, sieben Enkel und acht Urenkel. An ihre Eltern erinnern heute zwei Stolpersteine in der Fruchtallee 27–29.

## Weiterführende Literatur
- Linde Apel, in Zusammenarbeit mit der Forschungsstelle für Zeitgeschichte in Hamburg und der KZ-Gedenkstätte Neuengamme (Hrsg.): In den Tod geschickt – Die Deportationen von Juden, Roma und Sinti aus Hamburg, 1940 bis 1945. Metropol Verlag, Hamburg 2009, ISBN 978-3-940938-30-5.
- Ruth L. David: Ein Kind unserer Zeit: autobiographische Skizzen eines jüdischen Mädchens: Kindheit in Fränkisch-Crumbach, Kindertransport nach England, Leben im Exil. Frankfurt 1996, ISBN 978-3-7638-0369-9.
- Rebekka Göpfert: Der Jüdische Kindertransport von Deutschland nach England 1938/1939. Geschichte und Erinnerung. Campus, Frankfurt 1999, ISBN 3-593-36201-5.
- Anna Wexberg-Kubesch: „Vergiss nie, dass du ein jüdisches Kind bist!“ Der Kindertransport nach England 1938/1939. Mandelbaum, Wien 2012, ISBN 978-3-85476-410-6.
- Eva-Maria Thüne: Gerettet. Berichte von Kindertransport und Auswanderung nach Großbritannien. Hentrich & Hentrich, Berlin/Leipzig 2019, ISBN 978-3-95565-280-7.